# Sarasinia
Sarasinia is een geslacht van hooiwagens uit de familie Sclerosomatidae.
De wetenschappelijke naam Sarasinia is voor het eerst geldig gepubliceerd door Roewer in 1913. 

## Soorten
Sarasinia is monotypisch en omvat slechts de volgende soort:
- Sarasinia punctata